# Kattun
 For alternative betydninger, se Katun (flod).
Kattun (tidligere katun) er glatte, lærredsagtige, temmelig tæt vævede bomuldstøjer, sjældent ensfarvede og da stærkt appreterede, f.eks. forkattun og sarsenets, oftest med påtrykte farvemønstre. Det i kattuntrykkerierne fremstillede kattun, i England oftest kaldet calicot, i Frankrig indienne, udgjorte tidligere en så vigtig artikel, at ca. 1/7 af hele Europas bomuldsimport medgik dertil.
Kattun kom oprindelig udelukkende fra Indien, men i 18. århundrede tog fabrikationen et voldsomt opsving i England og i begyndelsen af 19. århundrede ligeledes i Frankrig (Alsace). Trykningen foregår ved hjælp af graverede kobbervalser på flerfarvetrykmaskiner. Til kattun i udvidet forstand må henregnes stoffer som shirting, nankin, dowlas, sengekattun og andet.